# Joana Cebolla
Joana Cebolla (Albatàrrec, 24 de juny 1992) és una trombonista i cantant de jazz catalana.

## Discografia
- Better Go (2021, Quadrant)